# Connie Nielsen
Connie Inge-Lise Nielsen (* 3. července 1965, Frederikshavn) je dánská herečka. První větší rolí pro ní byla Eva ve francouzském filmu Par où t'es rentré ? On t'a pas vu sortir z roku 1984. Později hrála v mnoha dalších filmech, mezi které patří například Ďáblův advokát (1997), Gladiátor (2000) nebo Nymfomanka (2013).

## Filmografie

### Film
| Rok  | Název                            | Role                  | Poznámky     |
| ---- | -------------------------------- | --------------------- | ------------ |
| 1997 | Ďáblův advokát                   | Christabella Andreoli |              |
| 1998 | Žoldák: Legie zkázy              | Sandra                |              |
| 1998 | Půlnoc nikdy nekončí             | Dagmar                |              |
| 1998 | Jak jsem balil učitelku          | paní Callowayová      |              |
| 2000 | Nevinní                          | Megan Denright        |              |
| 2000 | Gladiátor                        | Lucilla               |              |
| 2000 | Mise na Mars                     | Terri Fisher          |              |
| 2002 | Expres foto                      | Nina Yorkin           |              |
| 2002 | Demonlover                       | Diane de Monx         |              |
| 2003 | Štvanec                          | Abby Durrell          |              |
| 2003 | Zelené peklo                     | Julia Osborne         |              |
| 2004 | Bratři                           | Sarah                 |              |
| 2004 | Return to Sender                 | Charlotte Cory        |              |
| 2005 | Ledová sklizeň                   | Renata Crest          |              |
| 2005 | 6. Batalion                      | Margaret Utinsky      |              |
| 2007 | Vzpoura v Seattlu                | Jean                  |              |
| 2011 | Dokonalý smysl                   | Jenny                 |              |
| 2013 | Nymfomanka                       | Katherine             |              |
| 2014 | 3 dny na zabití                  | Christine Renner      |              |
| 2015 | Cena moci                        | Deborah Price         |              |
| 2016 | Lví žena                         | paní Grjothornetová   |              |
| 2017 | Wonder Woman                     | královna Hippolyta    |              |
| 2017 | Liga spravedlnosti               | královna Hippolyta    |              |
| 2017 | John Stratton: V první linii     | Sumner                |              |
| 2019 | Mořská horečka                   | Freya                 |              |
| 2020 | Wonder Woman 1984                | královna Hippolyta    |              |
| 2020 | Dědictví                         | Catherine Monroe      |              |
| 2021 | Nikdo                            | Becca Mansell         |              |
| 2021 | Liga spravedlnosti Zacka Snydera | královna Hippolyta    |              |
| 2024 | Hra doopravdy                    | Gwen Carver           |              |
| 2024 | Gladiátor II                     | Lucilla               | postprodukce |

### Televize
| Rok       | Název                                     | Role                   | Poznámky      |
| --------- | ----------------------------------------- | ---------------------- | ------------- |
| 2006      | Zákon a pořádek: Útvar pro zvláštní oběti | detektiv Dani Beck     | 6 dílů        |
| 2011–2012 | Šéf                                       | Meredith Rutledge Kane | 16 dílů       |
| 2014      | Stoupenci zla                             | Lily Gray              | 10 dílů       |
| 2014–2015 | Dobrá manželka                            | Ramona Lytton          |               |
| 2018      | FBI                                       | detektiv Ellen Solberg | Díl: „Výbuch" |
| 2019      | Já jsem noc                               | Corinna Hodel          | 6 dílů        |
| 2022      | Kniha snů Karen Blixenové                 | Karen Blixenová        | 6 dílů        |

## Osobní život
Ze vztahu s italským hercem Fabiem Sartorem má syna Sebastiana (* 1989). V letech 2004 až 2012 chodila s Larsem Ulrichem, bubeníkem thrash metalové skupiny Metallica. V roce 2007 se jim narodil syn Bryce Ulrich-Nielsen.